# Dena de Coll i Moll
El Coll i Moll és una dena del municipi de Morella (els Ports, País Valencià), situada al sud-est del terme. La Casa Gran, que forma part d'un conjunt de quatre masos situats al Moll, fa les funcions de capçalera de la dena.
Els límits del Coll i Moll són els següents: al nord, la dena Segona del Riu i la dena de la Roca; al sud, el terme de Catí (Alt Maestrat) i la dena de Muixacre; a l'est, el terme de Catí i el de Xert (Baix Maestrat); i a l'oest, la dena de la Vespa i a la zona sud-oest la dena dels Llivis.
El llogaret de Vallivana es troba dins dels seus límits, i és conegut per allotjar el santuari de la patrona de Morella, la Mare de Déu de la Vallivana.
El 2009 tenia 65 habitants, disseminats pels diverosos massos de la dena:
| - Mas de Casa Gran (capital) - Mas d'Agustino - Mas de Blai Adell - Mas de Calvo - Mas de Casa Martí - Mas de Casa Martí Moll - Mas de Portalet - Mas del Colomer - Mas del Coll - Mas del Dolço - Mas d'en Ros - Mas de Ferrer | - Mas de Franxo - Mas de Garcia - Mas de Gasparo - Mas de la Gasulla - Mas de l'Hostal la Lloma - Mas de la Lloma Nova - Mas de la Masa - Mas de la Masiana - Mas de Molins - Mas de Nadal - Mas del Noto - Mas de Querol | - Mas Segura de la Serra - Venta del Sombrero - Mas Torre Escuela - Mas Torre Gargallo - Mas Torre Gasparo - Mas la Torreta - Mas dels Tous - Mas del Valent - Llogaret de Vallivana - Maset del Vent - Mas de Vicent |